# Умецкий, Дмитрий Константинович
Дми́трий Константи́нович Уме́цкий (род. 31 августа 1961, Свердловск) — советский и российский рок-музыкант, автор песен.
Вместе с Вячеславом Бутусовым основал группу «Наутилус Помпилиус», в которой участвовал в качестве бас-гитариста, иногда автора или соавтора музыки и текстов, бэк-вокалиста, а также порой выполняя функции продюсера и администратора группы.

## Биография
Дмитрий родился 31 августа 1961 года в Свердловске. Бабушка Дмитрия проживала в ФРГ. Возможно, благодаря этому Дмитрий стал неплохо знаком с западной рок-музыкой, ведь у него дома было много иностранных пластинок, которые в то время были дефицитом в СССР.
Дмитрий закончил спецшколу с английским уклоном, после чего в 1978 году поступил в Свердловский архитектурный институт. На первом курсе института он познакомился с Вячеславом Бутусовым. Ещё в 1979 году они начали совместные музыкальные эксперименты, впоследствии приведшие к появлению группы «Наутилус Помпилиус». Дмитрий женился в 20 лет. В 1985 году вместе с Бутусовым принял участие в проекте Евгения Димова «Степ», в результате которого был создан альбом «Мост» (издан в 1997 как сольный альбом Бутусова). Одновременно с игрой в «Наутилусе» в 1985 году в группе «Егор Белкин и его друзья» играл песни с альбома «Около радио». В 1986 году он первым в группе предложил сделать музыку основной профессией, написав заявления об уходе с работы. В 1986-1987 он был бас-гитаристом группы «Настя» (одновременно с деятельностью в Наутилусе).

### Первый уход из группы
После гастрольного марафона с «Разлукой» «Наутилус» в конце 1987 года оказывается в Москве. Появились публикации в центральной прессе (первая журнальная публикация — в органе ЦК ВЛКСМ «Смена» (№ 7, апрель 1988), статья Евгения Ю. Додолева «Наутилус или Pompilius?»). Для Умецкого наступает, по его словам, «период прозрений». Он увлекается театром, кино, ходит на модные постановки, на авангардистские выставки. Новые знакомства и новые люди начинают занимать его гораздо больше, чем коллеги по «Наутилусу». Увидев, что команда НП не согласна с его предложением «уйти на дно» и «копить творческую потенцию», прекратив активную гастрольную деятельность, Дмитрий Умецкий решает покинуть группу.

### Человек без имени
Однако в ноябре 1988 года Умецкий и Бутусов возобновляют сотрудничество и начинают работу над полнометражным художественным фильмом «Человек без имени». Вместе с ними над проектом работают Илья Кормильцев и вторая жена Умецкого — Алёна Аникина, выпускница режиссёрского отделения ВГИКа, которая становится автором сценария. Записывается саундтрек (новым составом), начинается подготовка к съемкам на «Ленфильме», участники проекта перебираются в Ленинград. Однако фильму не суждено было увидеть свет — по выражению Вячеслава Бутусова, «все погрязло в тайнах мадридского двора». При этом музыкальный альбом «Человек без имени» все-таки был издан в 1995 году.

### Разрыв и окончательный уход из группы
Осенью 1989 года основатели «Nautilus Pompilius» расстаются во второй раз, уже окончательно. Дмитрий Умецкий и Алёна Аникина забирают фонограмму и сценарий фильма и возвращаются в Москву.
В этом же году Умецкому вручают премию Ленинского комсомола, на деньги которой он купил американский белый «Lincoln». С этой модной машиной Дмитрию пришлось мучиться достаточно долго, как он позже рассказывал Алексею Дидурову, советские парковки не были приспособлены для транспорта длиннее любого городского автобуса. Но вскоре ему пришлось расстаться с машиной, как и с холодильником «General Electric», баром, музыкальным центром, телевизором, мягкой мебелью с леопардовой обшивкой.
После второго ухода из «НП» Дмитрий Умецкий, по собственному выражению, начал «создавать свой мир на обломках „Наутилуса“». В 1991 году он осуществил сольный проект, выпустив на виниле альбом «Другой». Его увлечение кинематографом и телевидением выразилось в нескольких довольно удачных попытках сделать авторские программы на ТВ — в 1993 году он задумывает серию передач, посвящённых рок-музыке. Из них, по причине финансовых сложностей, только одна вышла в эфир. В 1994 году Умецкий делает еженедельную программу «Звуки» — новости музыки. По той же причине (нехватка средств) ему удалось «поднять» лишь несколько выпусков. На радио его карьера была более успешной: несколько лет в 1990-х годах Умецкий был ведущим программы «Танцы с волками» на радио «Эхо Москвы». Однако неосуществлённых проектов всё-таки больше, чем успешно реализованных: задуманный, но так и не снятый фильм «Вальс для Марии», пока не сложившаяся карьера телеведущего, «нераскрученность» сольного музыкального проекта Умецкого.
Некоторое время Умецкий был руководителем отдела культуры программы «Время» на Первом канале (тогда ОРТ), телевизионным обозревателем газеты «Новые известия», занимал должность заместителя генерального директора «Российской газеты». Руководил общественно-политическим и информационным вещанием телеканала «Агро-ТВ».
Выступил композитором фильма Валерия Пендраковского «Бегущая по волнам» (2007) по одноимённому роману Александра Грина. Для фильма в 2005 году группа «Кипелов» записала песню «Талисман (Чёрный ангел)» на музыку Умецкого и композитора Юрия Чернавского, стихи бывшего поэта «Наутилуса» Ильи Кормильцева.
Последние несколько лет живёт в Болгарии.

## Фильмография
- 1987 — Раньше было другое время (короткометражный) — вместе с участниками группы «Наутилус Помпилиус» снялся в этом фильме, исполнив песни группы.
- 1987 — Зеркало для героя — музыкант-гитарист.
- 2000 — Брат-2 — камео.
- 2007 — Бегущая по волнам — композитор

## Дискография
Сольная:
- 1991 — «Другой» (Русский Диск) — LP
- 1996 — «Запад-Восток» (SNC) — CD

В составе группы «Nautilus Pompilius»:
- 1982 — Али-Баба и 40 разбойников
- 1983 — Переезд
- 1985 — Невидимка
- 1986 — Разлука
- 1988 — Ни кому ни кабельность. Диск 1 (Энск) (концерт в Новосибирске, записанный 11.04.1987)
- 1988 — Split "Наутилус Помпилиус & Бригада С" (LP) (концерт в Москве, записанный 10.12.1987 в рамках фестиваля "Рок-панорама-1987")
- 1989 — Человек без имени (издан в 1995)
- 1997 — Подъём (концерт в Таллине, записанный 21.06.1987)
- 2012 — Концерт в Подольске (записан 12.09.1987), издан на CD и DVD "Подольский рок-фестиваль-1987"

Умецкий является соавтором текстов песен «Путь» и «Фанта - джюс» их альбома «Переезд» (1983), «Последнее письмо» (Гудбай, Америка) из «Невидимки» (1985) и «Непорочное зачатие» из «Человека без имени» (1989, издан в 1995). Также Умецкий единолично написал тексты песен «Буги с косой» из «Невидимки» (1985) и «Мальчик Зима» из концертников «Ни кому ни кабельность» и «Раскол» 1988 года.
В составе проекта Евгения Димова «Степ»:
- 1985 — Мост (издан как сольный альбом Вячеслава Бутусова)

В составе группы «Егор Белкин и его друзья»:
- 1985 — на концертах играл песни с альбома «Около радио» (в записи участие не принимал).

Для группы «Кипелов»
- 2007 — песня «Талисман (Чёрный ангел)» (музыка Д. Умецкий и Ю. Чернавский, стихи И. Кормильцев)

## Видеоклипы
В составе группы «Наутилус Помпилиус»:
- 1984 — Пыль снежная (Свердловское ТВ)
- 1988 — Взгляд с экрана (режиссёр А. Балабанов)
- 1989 — Боксёр (В. Титов)

## Награды и премии
- Премия Ленинского комсомола (1989) — за песни «Наутилус Помпилиус» последних лет